# Stadion GKS Katowice
Het Stadion GKS Katowice is een multifunctioneel stadion in het Silesian Park in Chorzów, een stad in Polen. Het stadion wordt vooral gebruikt voor voetbalwedstrijden, de voetbalclub GKS Katowice maakt gebruik van dit stadion. In het stadion is plaats voor 6.710 toeschouwers. Het stadion werd geopend in 1955.